# Chromówka
Chromówka (prononciation : [xrɔˈmufka]) est un village polonais de la gmina de Ruda-Huta dans le powiat de Chełm de la voïvodie de Lublin dans l'est de la Pologne, à la frontière avec l'Ukraine.

## Histoire
De 1975 à 1998, le village est attaché administrativement à la voïvodie de Chełm.

Depuis 1999, il fait partie de la voïvodie de Lublin.

## Galerie

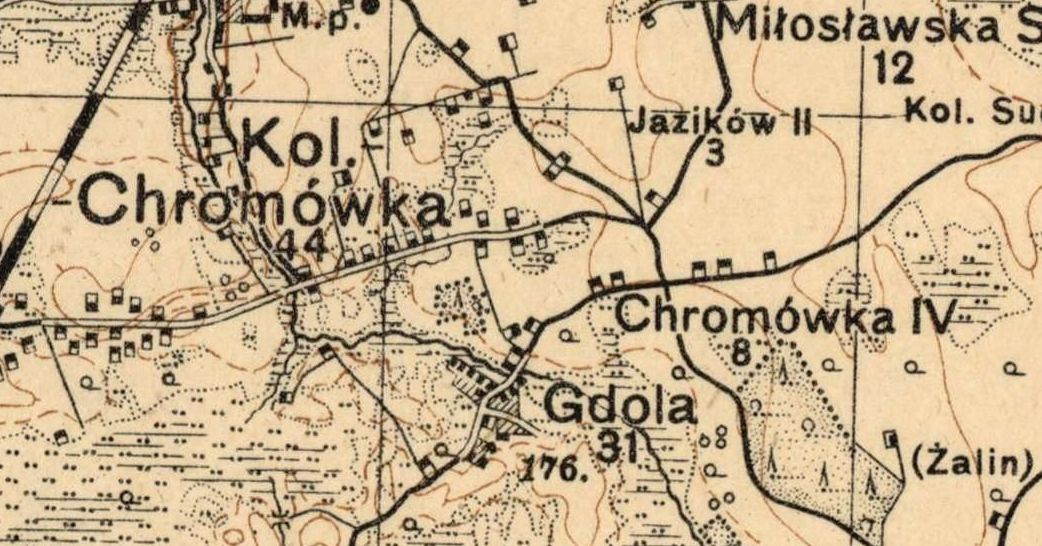
Ruda Huta (Kolonia Ruda B) sur la carte de l'Institut géographique militaire de 1931.